# Sandile Ngcobo
Sandile Ngcobo [ˈŋǀʱɔːbɔː] (* 1. März 1953 in Durban) ist ein südafrikanischer Jurist. Er war zwischen 1999 und 2011 Richter am Verfassungsgericht der Republik Südafrika, zwischen 2009 und 2011 als dessen Vorsitzender.

## Ausbildung und beruflicher Werdegang
Seine universitäre Ausbildung erhielt Ngcobo an der Universität Zululand, wo ihm 1975 der Abschluss BProc. mit Schwerpunkt im Verfassungsrecht, Handelsrecht und Buchführung verliehen wurde. Von 1976 bis Juli 1977 war er inhaftiert. Im September desselben Jahres nahm er eine Stelle in der Gemeindeverwaltung von Maphumulo an. Später wechselte er in eine Anwaltskanzlei in Durban, um dort seine praktische Ausbildung zu absolvieren und als Anwalt zu arbeiten. Seine Tätigkeit erstreckte sich dabei vom Handelsrecht über das Erbrecht bis hin zum Strafrecht. 1982 übernahm er den Posten eines Prozessanwalts am Legal Resources Centre, wo er vor allem die Interessen der nicht-weißen Bevölkerung wahrnahm. So vertrat er Schüler, deren Schulzulassung aufgrund ihrer Hautfarbe widerrufen worden war, vor dem Obersten Gerichtshof Südafrikas. 1985 nahm Ngcobo zunächst an einem vom International Law Institute veranstalteten Aufbaukurs zum amerikanischen Recht teil und nahm dann, gefördert durch das Fulbright-Programm, das Studium an der Harvard University auf, das er 1986 mit dem Master of Laws abschloss. Den Schwerpunkt legte er dabei auf Verfassungs- und Arbeitsrecht sowie Menschenrechte. Ab Juli 1986 arbeitete er für ein Jahr als wissenschaftlicher Mitarbeiter für A. Leon Higginbotham, Richter am Bundesberufungsgericht. Zugleich unterrichtete er an den Universitäten Harvard, Pennsylvania und Stanford. Von August bis November 1987 arbeitete er sodann als Anwalt bei einer Kanzlei in Philadelphia. 
Anfang 1988 kehrte er nach Südafrika zurück und nahm eine Stelle an der Universität Natal an. Ende des Jahres wechselte er in eine Anwaltskanzlei in Durban, bevor er nach Philadelphia zurückkehrte, wo er als Mitarbeiter einer großen Kanzlei für Fälle aus dem Arbeitsrecht zuständig war. 1992 machte er sich in seiner Heimatstadt Durban als Anwalt selbständig. 1993 trat er als Richter am Arbeitsgericht von KwaZulu in den öffentlichen Dienst ein. 1994 saß er dem Wahlgericht der Independent Electoral Commission vor. Im April 1996 wurde er zum Richter auf Zeit am Verfassungsgericht der Republik Südafrika ernannt und wechselte im November 1997 als Richter auf Zeit an das Berufungsgericht für Arbeitsrecht. Im Februar 1998 wurde Ngcobo zum Mitglied der Wahrheits- und Versöhnungskommission bestellt. 1999 ernannte Nelson Mandela ihn zum hauptamtlichen Richter am Verfassungsgericht der Republik Südafrika. Von 2009 bis zu seiner Ruhesetzung 2011 war er zudem Vorsitzender des Gerichts.

## Sonstiges
Ngcobo ist mit Zandile Ngcobo verheiratet. Mit ihr hat er eine Tochter und zwei Söhne.

## Auszeichnungen (Auswahl)
- Honorarprofessur der Universität Kapstadt (1999)